# Марктъл
Марктъл (на немски: Marktl) е селище в Югоизточна Германия, провинция Бавария.

## География
Селището е разположено край река Ин, близо до границата с Австрия. Надморска височина 364 метра. Има ЖП гара. Население 2703 жители (към 31 декември, 2006).

## История
Селището е основано през XIII век.

## Личности
Родени:
- Георг Ланкеншпергер, изобретател, 1779 – 1847
- Йозеф Рацингер[3] (папа Бенедикт XVI), 16 април 1927 – 31 декември 2022